# Ctrl+Alt+Del
Ctrl+Alt+Del – anglojęzyczny komiks internetowy. Stworzył go Tim Buckley. Komiks publikowany jest od października 2002 roku. Tematyką Ctrl+Alt+Del są głównie gry na komputery i konsole.

## Główni bohaterowie
- Ethan - młody chłopak, który jest wręcz uzależniony od gier komputerowych. Od czasu do czasu miewa dziwne pomysły, które zazwyczaj kończą się katastrofą. Ethan pracuje jako sprzedawca w sklepie z grami komputerowymi.
- Lucas - przyjaciel Ethana, razem wynajmują mieszkanie. Lucas także lubi gry lecz potrafi się opanować.
- Lilah - narzeczona Ethana. Interesuje się grami komputerowymi.
- Scott - przyjaciel Ethana, jest miłośnikiem Linuksa, nienawidzi Microsoftu. Ma pingwina o imieniu Ted.
- Barry - pracodawca Ethana.
- Zeke - robot. Skonstruował go Ethan z dwóch Xboksów.